# توني كلاين
توني كلاين (بالإنجليزية: Tony Cline)‏ هو لاعب كرة قدم أمريكية أمريكي، ولد في 25 يوليو 1948 في هاموند في الولايات المتحدة، وتوفي في 23 يوليو 2018.

## وصلات خارجية
- توني كلاين على موقع مرجع كرة القدم المحترفة.كوم (الإنجليزية)